# Lijst van burgemeesters van Varik
Dit is een lijst van burgemeesters van de voormalige Nederlandse gemeente Varik tot die gemeente in 1978 opging in Neerijnen.
| Ambtsperiode | Naam burgemeester                         | Partij of stroming | Bijzonderheden |
| ------------ | ----------------------------------------- | ------------------ | --- |
| 1822 - 1862  | Barend (B.) Formijne                      |                    | eerst als schout |
| 1862 - 1890  | Cornelis (C.) Formijne                    |                    | zoon van voorganger |
| 1890 - 1894  | Frans Willem baron van Randwijck          |                    | |
| 1894 - 1918  | Roeland Marinus van Empel                 |                    | |
| 1918 - 1949  | C.J.M. Brouwers                           |                    | |
| 1949 - 1961  | mr. F.J. de Bruijn Tengbergen             |                    | tevens burgemeester van Ophemert (1945-1961)                                                                                               |
| 1961 - 1978  | Emile Rudolf (E.R.) Westerbeek van Eerten | CHU / DS'70        | tevens burgemeester van Ophemert (1961-1978) en (waarnemend) burgemeester van Est en Opijnen (1971-1976), later burgemeester van Neerijnen |